# Reinhold Schuch
Reinhold Schuch, född 21 juni 1945, är en tysk atomfysiker. Han är professor i atomfysik vid Stockholms universitet. Han invaldes 1990 som utländsk ledamot av svenska Vetenskapsakademien.